# 이고리 폴랸스키 (수영 선수)
이고리 니콜라예비치 폴랸스키(러시아어: И́горь Николáевич Поля́нский, 1967년 3월 20일~)는 소련의 수영 선수이다. 1985년부터 1990년까지 소련 수영 국가대표로 활동했으며, 1988년 하계 올림픽에서 배영 200m 금메달을 포함하여 금메달 1개, 동메달 2개를 획득했다.

## 경력
노보시비르스크에서 태어난 폴랸스키는 고향을 연고로 한 스포츠 클럽인 디나모 노보시비르스크에 입단하여 수영 선수로 활동하기 시작했다. 
1985년 3월 3일 동독 에르푸르트에서 열린 동독 대 소련 수영 국가대항전 배영 200m 종목에서 1분 58.14초를 기록하여 세르게이 자볼로트노프가 보유했던 세계 신기록을 갱신했다. 그 기록은 1991년 마르틴 로페스수베로가 갱신할 때까지 6년 동안 유지되었다. 같은 해 8월에 일본 고베에서 열린 1985년 하계 유니버시아드에 소련 국가대표로 참가하여 배영 100m와 200m에서 금메달을 획득했다. 1986년 8월 스페인 마드리드에서 열린 1986년 세계 수영 선수권 대회 배영 100m와 배영 200m에서 금메달을 획득했고 혼계영 100m 계주에서 동메달을 획득했다.
1988년 3월 3일 탈린에서 55.17초의 기록으로 릭 케리가 갖고 있던 배영 100m 세계 기록을 갱신했고, 다음 날인 3월 4일에 같은 장소에서 55.16초를 기록하여 다시 한 번 세계 기록을 갱신했다. 이후 7월 16일 모스크바에서 55.00초의 기록으로 다시 세계 기록을 갱신했다. 이 기록은 같은 해 8월 12일에 데이비드 버코프가 갱신하게 된다. 같은 해 9월에 대한민국 서울에서 열린 1988년 하계 올림픽에서 소련 국가대표로 참가하여 배영 200m 금메달을 포함해서 3개의 메달을 획득했다.
1989년에 시베리아 주립 체육 대학교의 전신인 옴스크 주립 체육학 연구소를 졸업했다. 현역 은퇴 후 뉴질랜드로 이민갔으며, 현재 오클랜드에서 수영 학교를 운영하고 있다.

## 같이 보기
- 수영 배영 100m 세계 기록 추이
- 수영 배영 200m 세계 기록 추이